# Pediacus rufipes
Pediacus rufipes är en skalbaggsart som beskrevs av Antoine Henri Grouvelle 1908. Pediacus rufipes ingår i släktet Pediacus och familjen plattbaggar. Inga underarter finns listade i Catalogue of Life.